# 萩原村 (広島県)
萩原村（はぎわらむら）は、広島県双三郡にあった村。現在の三次市の一部にあたる。

## 地理
三次盆地の南東部、馬洗川・支流、上下川流域に位置していた。

## 歴史
- 1889年（明治22年）4月1日、町村制の施行により、三谿郡灰塚村、棗原村、大谷村、仁賀村、光清村が合併して村制施行し、萩原村が発足[1][2]。旧村名を継承した灰塚、棗原、大谷、仁賀、光清の5大字を編成[1]。
- 1898年（明治31年）10月1日、郡の統合により双三郡に所属[1][2]。
- 1932年（昭和7年）1月1日、双三郡三良坂町と合併し、三良坂町が存続して廃止された[1][2]。

### 地名の由来
次の諸説あり。
1. 中世の領主湯谷（和智）氏の拠った灰塚にある萩原城による。
2. 灰塚村の旧名は萩塚で、棗原と折衷して村名とした。

## 産業
- 農業、畜産、林業、畳表、半紙、煉瓦[1]